# Parameloe
Parameloe là một chi bọ cánh cứng trong họ Meloidae.
Chi này được miêu tả khoa học năm 1933 bởi Denier.

## Các loài
Chi này gồm các loài:
- Parameloe alatus Denier, 1933